# گروه دوستان سوریه

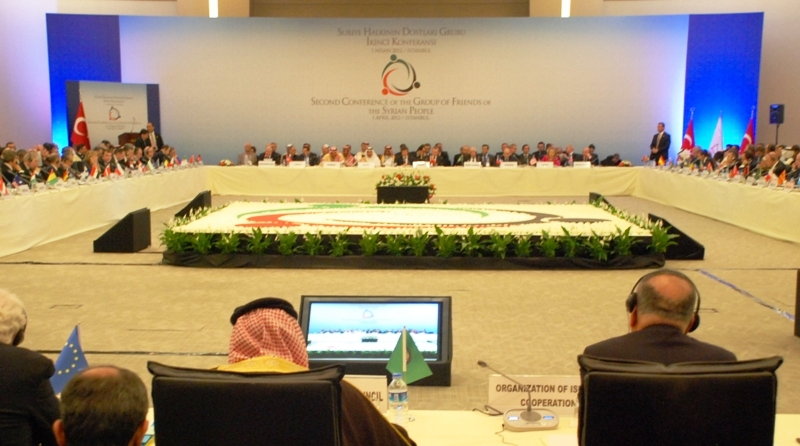
دومین اجلاس گروه دوستان سوریا در استانبول، ترکیه در تاریخ ۱ آوریل ۲۰۱۲

گروه دوستان سوریه  (گاهی: گروه دوستان سوریه یا دوستان سوریه مردم‌سالار یا ساده‌تر دوستان سوریه) مجموعه‌ای از کشورها و نهاد بین‌المللی برای پیدا کردن راه حلی برای بحران سوریه، خارج از شورای امنیت، پس از آنکه چین و روسیه قطعنامه مرتبطی در مورد سوریه را وتو کردند، می‌باشند. این اولین بار توسط نیکلای سارکوزی رئیس‌جمهور فرانسه مطرح شد، اولین نشست آن در ۲۴ فوریه ۲۰۱۲ در تونس برگزار شد. جلسه دوم در تاریخ ۱ آوریل ۲۰۱۲ در شهر استانبول ترکیه انجام پذیرفت.

## کنفرانس تونس
کنفرانس «دوستان سوریه» با حضور نمایندگان نزدیک به ۷۰ کشور جهان به منظور یافتن راه‌حلی برای پایان دادن به بحران و ناآرامی‌های مرگبار سوریه در روز ۲۴ فوریه ۲۰۱۲ (پنجم اسفند ۱۳۹۰) در تونس برگزار شد.
همزمان با برگزاری کنفرانس «دوستان سوریه» با حضور نمایندگان نزدیک به ۷۰ کشور جهان در تونس، اصلی‌ترین گروه مخالف دولت سوریه از حاضران در این نشست خواست تا به پیکارجویان مخالف بشار اسد، اجازه واردات تسلیحات داده شود.
در این کنفرانس نمایندگان قطر و تونس پیشنهاد مداخله نظامی کشورهای عرب را مطرح کردند، ولی در عین حال، رئیس‌جمهور تونس تأکید کرد که باید دنبال راه‌حل دیپلماتیک بود.
نمایندگان شورای ملی سوریه، از کشورهای حاضر در کنفرانس تونس خواستند تا در صورتی که دولت سوریه در مقابل فشارهای خارجی کوتاه نیامد، ارسال تسلیحات به مخالفان امکان‌پذیر شود. یکی از نمایندگان شورای ملی سوریه در این کنفرانس گفت: «اگر رژیم (سوریه) شرایطی را که اتحادیه عرب پیشنهاد کرده‌است، نپذیرد و به خشونت علیه غیرنظامیان پایان ندهد، دوستان سوریه نباید مانع کمک‌رسانی کشورها به مخالفان دولت شوند.» او روش‌هایی مثل مشاوره نظامی، آموزش و ارائه تدارک و تسلیحات را از جمله کمک‌هایی خوانده‌است که ممکن است برخی کشورها به مخالفان دولت سوریه ارائه دهند.
این اظهارات در حالی بیان شد که پیش از برگزاری این کنفرانس، هیلاری کلینتون، وزیر خارجه آمریکا، گفته بود: قابلیت‌های مخالفان دولت سوریه در حال افزایش است و آن‌ها «از جایی و به گونه‌ای، روش‌هایی را برای دفاع از خود و نیز آغاز اقدامات تهاجمی پیدا می‌کنند.»

## کنفرانس استانبول
کنفرانس استانبول در تاریخ ۱ آوریل ۲۰۱۲ میلادی، یعنی ۳۷ روز پس از برگزاری کنفرانس تونس، با حضور ۸۳ کشور و نهاد بین‌المللی برای حمایت از مخالفان دولت سوریه تشکیل شد.
در بیانیه پایانی این کنفرانس، «شورای ملی سوریه» که در آن طیف‌های گسترده از مخالفان نظام بشار اسد حضور داشتند، به عنوان «نماینده قانونی مردم سوریه» به رسمیت شناخته‌شد.
یکی از نتایج این به رسمیت شناختن، این است که شورای ملی سوریه این امکان را خواهد داشت که در کشورهایی که بیانیه نشست استانبول را امضا کرده‌اند، دفتر نمایندگی افتتاح کند و کمک‌های مالی را نیز رسماً دریافت کند.
برهان غلیون رئیس شورای ملی سوریه در سخنرانی خود در مراسم افتتاحیه کنفرانس استانبول خواستار آن شد که این شورا به عنوان «تنها نماینده قانونی مردم سوریه» به رسمیت شناخته شود.
احمد داووداغلو وزیر خارجه ترکیه در نشستی خبری در پایان کنفرانس استانبول گفت: «به نظام سوریه اجازه سوء استفاده از فرصت‌ها نمی‌دهیم. این آخرین فرصت است که به این نظام داده می‌شود.» او همچنین وضعیت سوریه را به وضعیت بوسنی تشبیه کرد و گفت: «در بوسنی جامعه جهانی بیش از اندازه تعلل کرد. از همین رو بسیاری از مردم کشته شدند. در سوریه جامعه جهانی نباید چنین تعللی از خود نشان دهد. باید بی‌درنگ اقدام کنیم.»
هیلاری کلینتون وزیر امور خارجه آمریکا هم در کنفرانس خبری خود پس از نشست استانبول تأکید کرد: بشار اسد تا کنون به وعده‌های خود در خصوص طرح عنان پایبند نبوده‌است. او گفت: آمریکا کمک‌هایی در حوزه برقراری تماس میان معترضان سوری و همچنین کمک‌های انسانی به مردم کشور سوریه ارائه خواهد داد.
نبیل العربی دبیرکل اتحادیه عرب خواستار صدور قطعنامه‌ای الزام‌آور بر پایه بند هفتم منشور سازمان ملل متحد در شورای امنیت شد تا دولت سوریه مجبور به اجرای تعهدات خود باشد.

## شرکت کنندگان در کنفرانس تونس ۲۴–۲۵ فوریه

### کشورها
- آلبانی[۷]
- الجزایر[۸]
- آرژانتین
- اتریش[۹]
- استرالیا[۱۰]
- بحرین[۱۱]
- بلاروس
- بلژیک[۱۲]
- برزیل[۱۳]
- بلغارستان[۱۴]
- کانادا[۱۵]
- شیلی
- کلمبیا
- قبرس[۱۶]
- جمهوری چک[۱۷]
- دانمارک[۱۸]
- جیبوتی[۱۹]
- مصر[۲۰]
- استونی[۱۸]
- فنلاند[۲۱][۱۸]
- فرانسه[۲۲][۲۳]
- آلمان[۲۳]
- یونان[۲۴]
- ایسلند[۱۸]
- هند[۲۵]
- اندونزی[۲۶]
- عراق[۲۷]
- جمهوری ایرلند[۲۸]
- ایتالیا[۲۹]
- ژاپن[۳۰]
- اردن[۳۱]
- کویت[۳۲]
- لتونی[۱۸]
- لیبی[۳۳]
- لیتوانی[۱۸]
- لوکزامبورگ[۳۴]
- مالزی[۱۹]
- مالت[۱۹]
- موریتانی[۳۵]
- مراکش[۳۶]
- هلند[۳۷]
- نیجریه[۳۸]
- نروژ[۱۸]
- عمان[۳۹]
- فیلیپین
- لهستان[۴۰]
- پرتغال[۴۱]
- قطر[۲۳]
- رومانی[۴۲]
- عربستان سعودی[۲۳]
- سنگاپور
- اسلوونی[۴۳]
- کره جنوبی[۲۶]
- اسپانیا[۴۴]
- سوئد[۱۸]
- تونس[۲۳] – میزبان
- ترکیه[۴۵]
- امارات متحده عربی[۴۶]
- بریتانیا[۴۷]
- ایالات متحده آمریکا[۴۸]

#### ناظران
- سریر مقدس(شهر واتیکان)[۴۹]

### گروه مخالفان سوریه
- شورای ملی سوریه

### سازمان‌های بین‌المللی[۵۰]
- اتحادیه آفریقا[۲۶]
- اتحادیه عرب
- اتحادیه مغرب عربی (مغرب عربی)
- اتحادیه اروپا
- شورای همکاری خلیج فارس
- سازمان همکاری اسلامی
- سازمان ملل متحد